# Carlo Tenedero
Carlo Martin Sison Tenedero (* 7. Februar 1985) ist ein philippinischer Eishockeyspieler, der seit 2022 bei den Manila Sharks in der philippinischen Eishockeyliga spielt.

## Karriere
Carlo Tenedero, der im Hauptberuf als Aktuar bei der Versicherungsgesellschaft Manulife Philippines arbeitet, spielte zu Beginn seiner Karriere in der Manila Ice Hockey League für die Omni Brokers. 2018 wechselte er in die höherklassige philippinischen Eishockeyliga, wo er zunächst für die Manila Chiefs und dann die Manila Bearcats aktiv war. Seit 2022 spielt er für die Manila Sharks.

### International
Für die philippinischen Herren spielte Tenedero erstmals bei den Südostasienspielen 2017, als die Mannschaft den Titel gewinnen konnte. Bei den Südostasienspielen 2019 reichte es zum dritten Platz. Es folgte die Teilnahme an der Weltmeisterschaft 2023 in der Division IV, als er mit seinem Team in die Division III aufstieg.

## Erfolge und Auszeichnungen
- 2017 Goldmedaille bei den Südostasienspielen
- 2019 Bronzemedaille bei den Südostasienspielen
- 2023 Aufstieg in die Division III, Gruppe B, bei der Weltmeisterschaft der Division IV